# Mark Udall
Mark Emery Udall (føft 18. juli 1950 i Tucson, Arizona) er en amerikansk politiker som er medlem af det Demokratiske parti. Han var medlem af Senatet (USA) fra januar 2009 til 2015, valgt i delstaten Colorado.
I 1998 blev Udall valget som repræsentant i Colorados 2. distrikt til Repræsentanternes hus, hvor han var medlem fra 1999 til 2009. Før det repræsenterede han Boulder i Colorados delstatsforsamling fra 1996 til 1998.
Efter fem valgperioder i Repræsentanternes hus blev Udall valgt til Senatet i 2008, men blev i 2014 slået af republikaneren Cory Gardner.